# Unterschloss Bonfeld

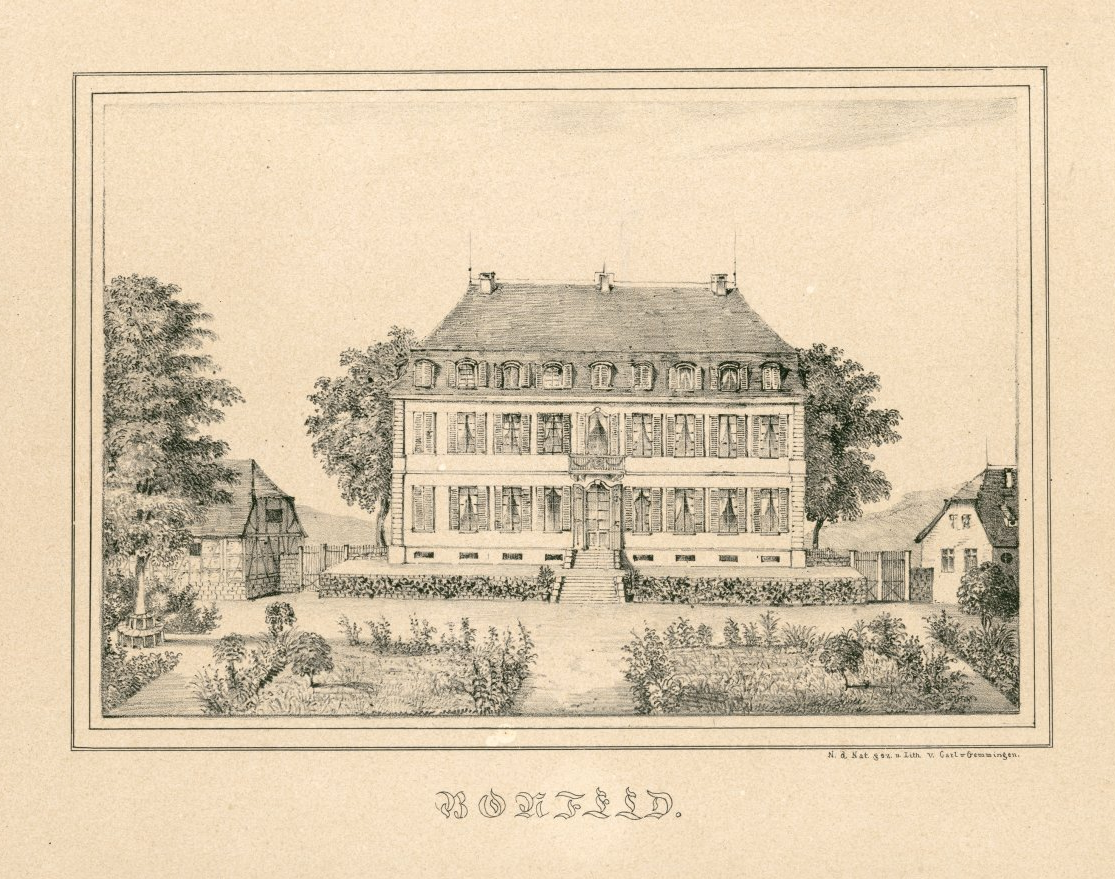
Unterschloss Bonfeld, vom westlich gelegenen Garten aus gesehen. Lithographie, 19. Jahrhundert.

Das Unterschloss in Bonfeld, einem Stadtteil von Bad Rappenau im Landkreis Heilbronn im nördlichen Baden-Württemberg, war ein von 1784 bis 1787 erbautes Schloss der Freiherren von Gemmingen. Es schloss sich südlich an ältere Herrensitze an. Das Hauptgebäude ist 1956 ausgebrannt, die Ruine wurde 1971 gesprengt. Heute befindet sich an der Stelle des Schlosses der Bonfelder Schlosspark als öffentliche Grünfläche. Der Park war von 2001 bis 2012 Austragungsort des Festivals Folk im Schlosshof.

## Geschichte

### Bau im späten 18. Jahrhundert

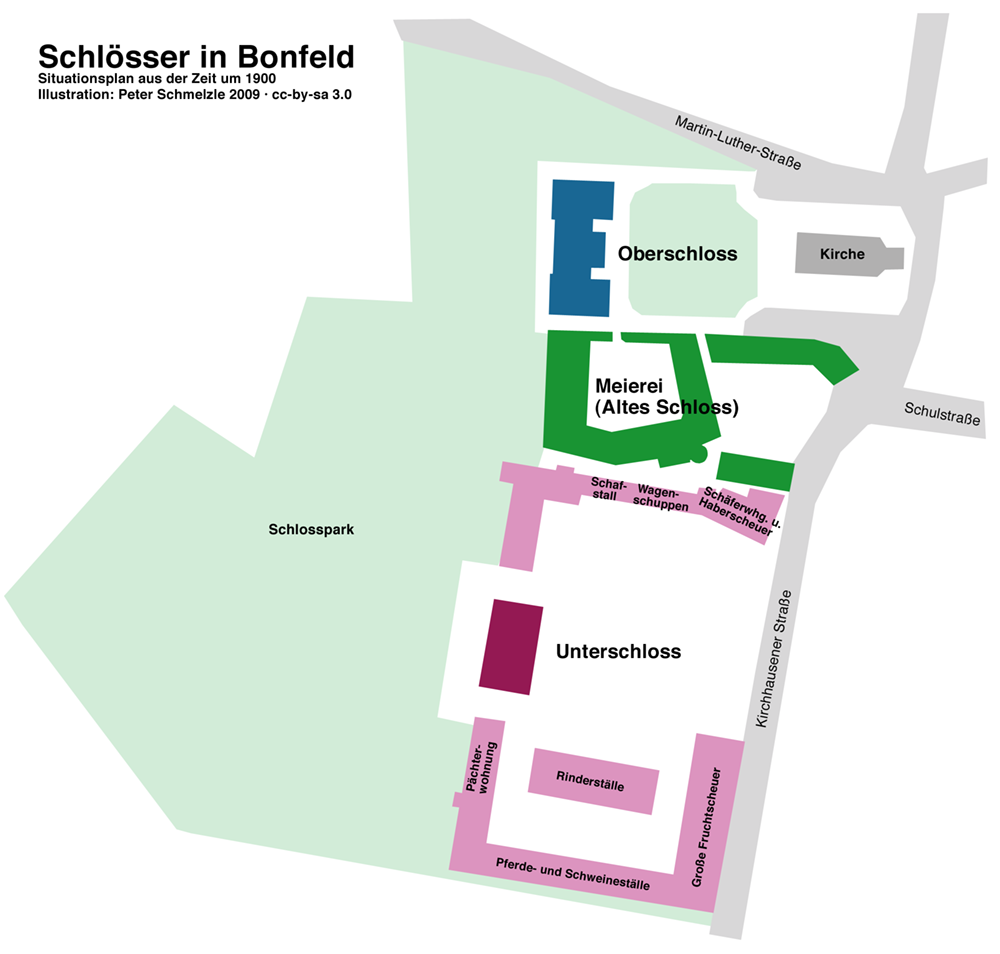
Die Schlösser in Bonfeld um 1900. Blau das Oberschloss an der Stelle der einstigen Burg, grün die Meierei, rot das Unterschloss.

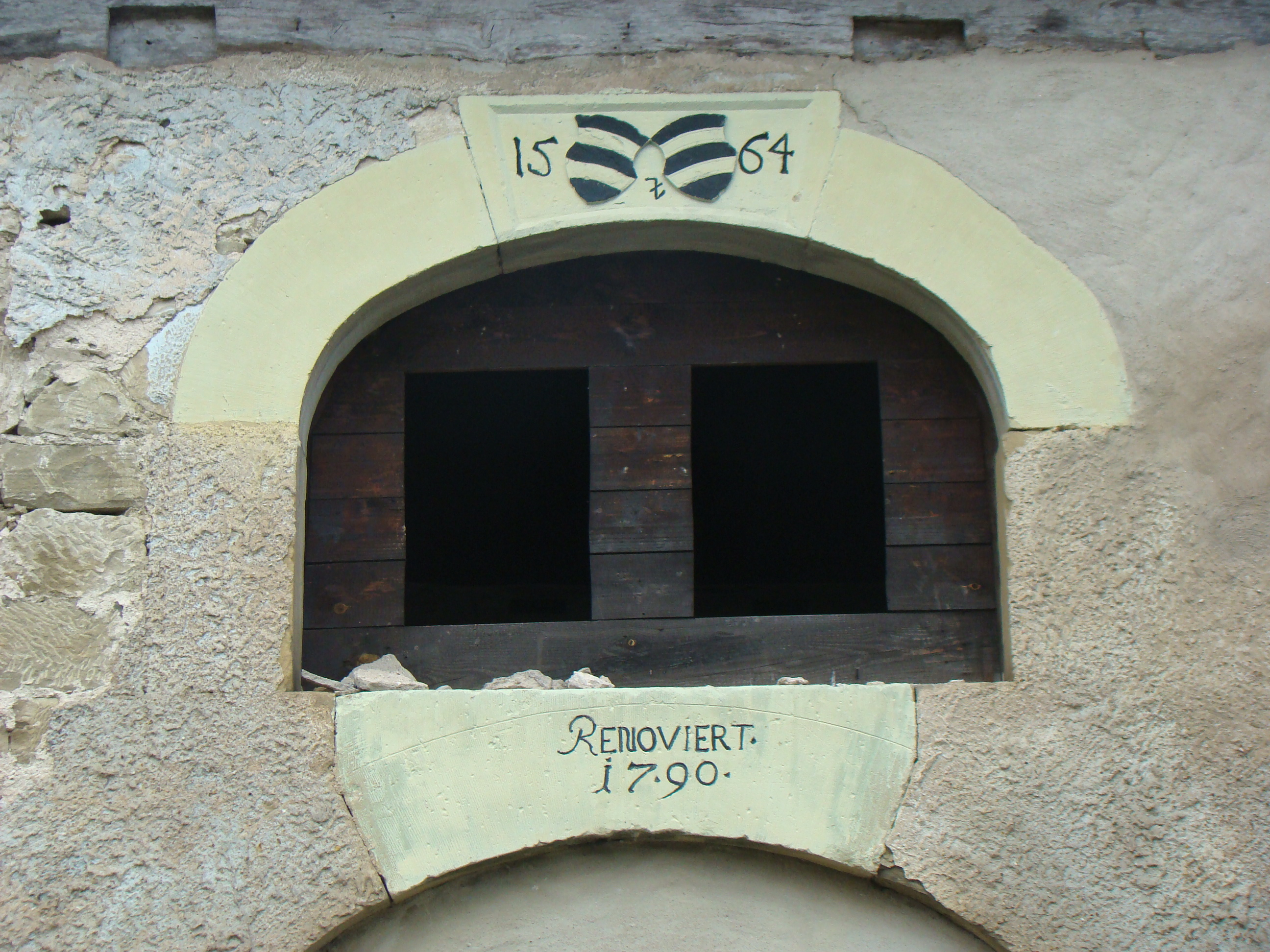
Wappenstein von 1564 an einer der erhaltenen Scheunen

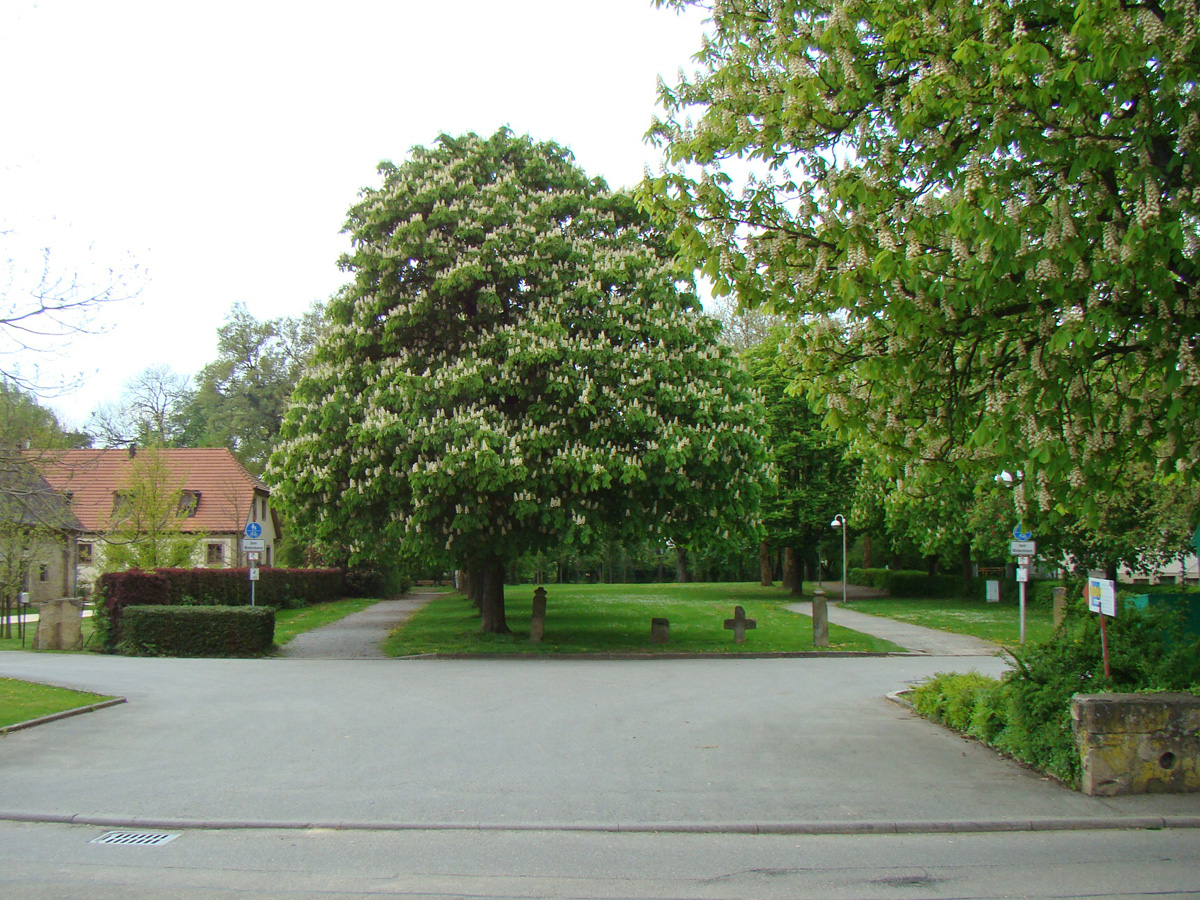
Blick in den Schlosspark von Bonfeld. In der Bildmitte befand sich einst das Unterschloss, links sind erhaltene Nebengebäude.

In Bonfeld, das seit 1476 den Herren von Gemmingen-Guttenberg gehörte, befand sich ursprünglich eine mittelalterliche Burg. Südlich der Burg wurde 1564 bis 1568 ein renaissancezeitliches Schloss errichtet. Nachdem dieses im Dreißigjährigen Krieg verwüstet worden war, wurde es 1718 größtenteils abgerissen und an seiner Stelle unter Franz Reinhard von Gemmingen ein neuer Bau (später Altes Schloss genannt) errichtet. 1748 begannen Reinhard, Philipp und Karl Reinhard von Gemmingen mit dem Bau des Oberen Schlosses an der Stelle der mittelalterlichen Burg. Nach dem Tod Reinhards 1773 und der Auflösung des bisherigen Kondominats erbaute Reinhards Sohn Ludwig Eberhard von Gemmingen-Guttenberg (1750–1841) südlich des Alten Schlosses auf einer 1780 verfüllten Seefläche von 1784 bis 1787 schließlich das Untere Schloss, während das zwischen Ober- und Unterschloss liegende Alte Schloss von 1718 in der Meierei des Oberschlosses aufging.
Das Hauptgebäude des Unterschlosses war ein rechteckiges, zweigeschossiges Gebäude im Stil des Klassizismus mit elf Achsen und Mansarddach. Mittig in den Längsseiten des Gebäudes führten Portale über einige Treppenstufen nach Westen in den großen Garten des Schlosses, nach Osten in den von Wirtschaftsgebäuden gebildeten Schlosshof. Das Schloss wurde Stammsitz der Familienlinie Bonfeld-Unterschloss der Freiherren von Gemmingen-Guttenberg.

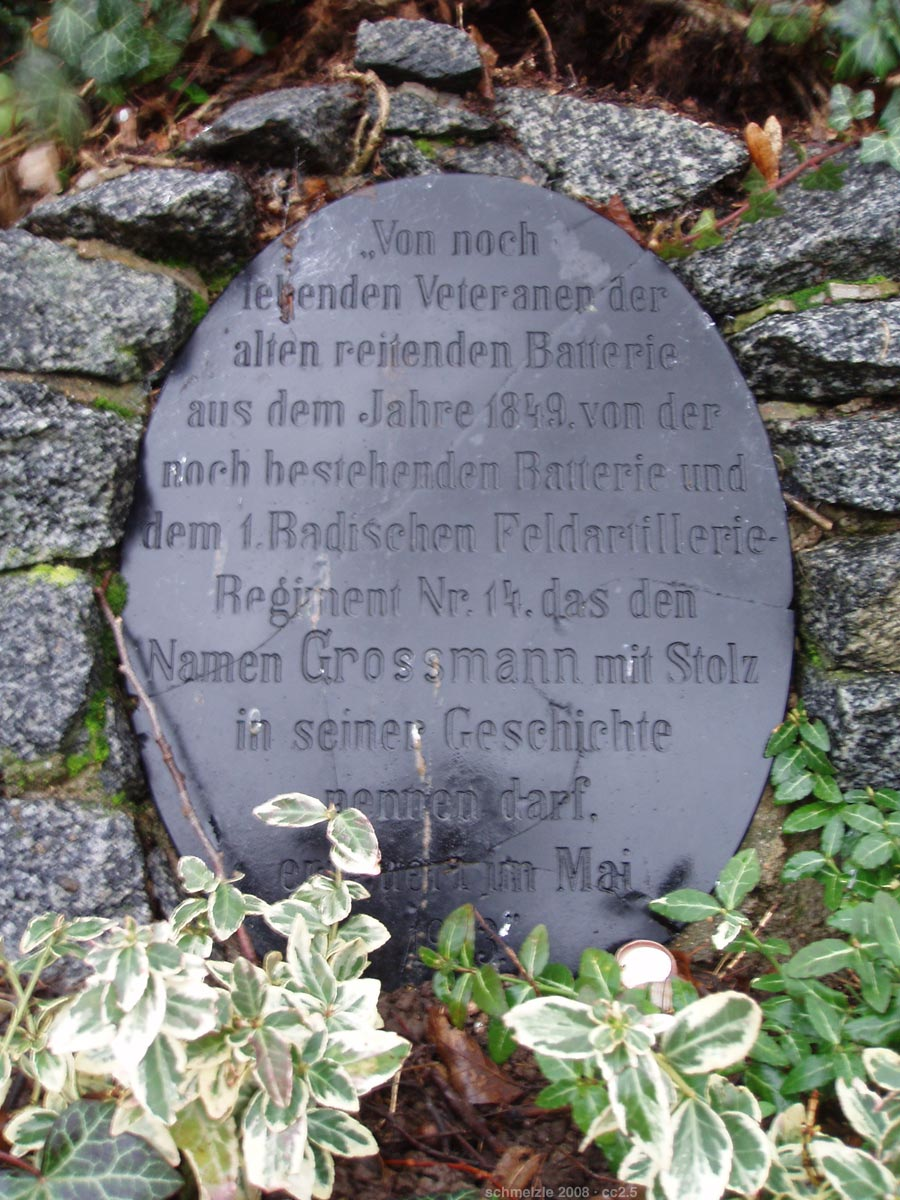
Erinnerungstafel auf dem Bonfelder Friedhof für Hauptmann Grossmann, der sich 1849 im Schlossgarten erschossen hat

### Badische Revolution 1849
Während der Badischen Revolution ereigneten sich im Mai 1849 turbulente Szenen im Schloss, als badische Soldaten auf der Flucht vor Aufständischen Aufnahme in den Bonfelder Schlössern erhielten. Der badische Artilleriehauptmann Grossmann erschoss sich am 16. Mai 1849 im Garten des Unterschlosses aus Schmach über die Auflösung seiner Truppe. Anderntags besetzten Aufständische den Hof des Schlosses, um die Auslieferung der badischen Offiziere zu erzwingen. Nachdem die Offiziere unter dem Schutz der Heilbronner Bürgerwehr unter Bernhard Nickel entkommen waren, verwüsteten die Aufständischen das Schloss.
Schlossherr zu jener Zeit war Karl Friedrich von Gemmingen (1779–1871), ein Sohn des Erbauers. Gemeinsam mit seinen Brüdern Ludwig Reinhardt und Philipp Albrecht von Gemmingen besaß er das Schloss als Kondominat. Philipp Albrechts Sohn Ludwig Moritz von Gemmingen (1817–1883) ließ in den 1850er Jahren vom Unterschloss aus den nahen Breitlochwald roden und dort den Eichhäuser Hof anlegen, der vom Unterschloss aus von seinem Sohn Ernst Karl Friedrich von Gemmingen (1863–1939) und später dessen Sohn Reinhard von Gemmingen (1908–2001) bewirtschaftet wurde.

### Brand 1956 und Sprengung 1971

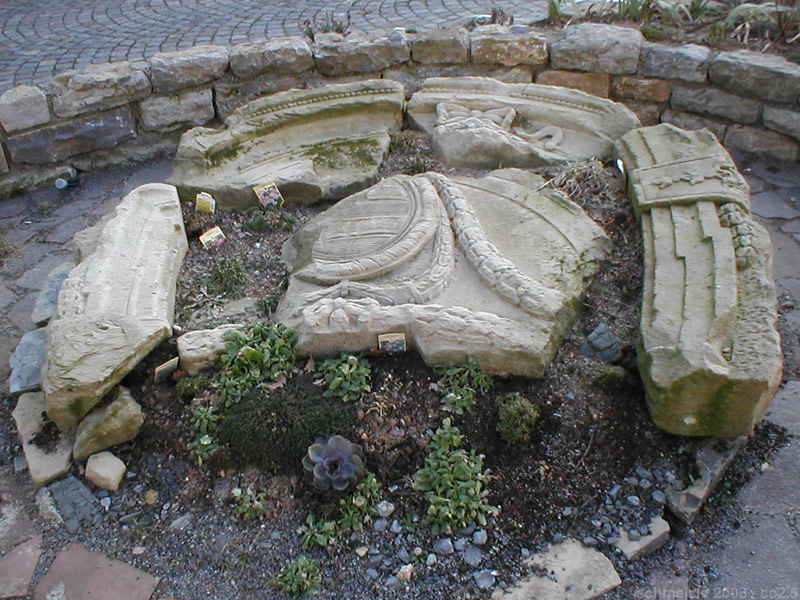
Die Portalfragmente im Eichhäuser Hof sind die letzten Überreste des Unterschlosses

Reinhard von Gemmingen war im Zweiten Weltkrieg Wehrmachtsoffizier und nicht in Bonfeld. In den Kriegsjahren zogen ausgebombte Familien in Teile des Schlosses ein. Nach Kriegsende wurden ehemalige, größtenteils polnische Zwangsarbeiter von den amerikanischen Besatzungstruppen in das Unterschloss einquartiert. Reinhard von Gemmingen nahm daher seinen Wohnsitz auf dem Eichhäuser Hof, während im Schloss mit Anna Maria von Gemmingen († 1958) nur noch eine Angehörige der Besitzerfamilie wohnte.
In der Nacht vom 16. auf den 17. August 1956 brannte das Unterschloss durch einen sich schnell ausdehnenden Kaminbrand aus. Die Ruine und das zugehörige Gelände kamen danach an die Gemeinde Bonfeld, die mangels Verwendungszweck und Investoren die Sprengung der Ruine am 21. August 1971 veranlasste. Das Gebäude wurde restlos abgetragen, den Bauschutt hat man zur Verfüllung eines Hohlwegs in Richtung Treschklingen verwendet. Fragmente der beiden Portale des Schlosses ließ Reinhard von Gemmingen nach der Sprengung 1971 auf den Eichhäuser Hof bringen, wo sie heute Teil der Gartengestaltung sind.

### Heutiger Zustand und Nutzung
Mehrere der Wirtschaftsgebäude des Unteren Schlosses sind erhalten, darunter die große massive Fruchtscheuer längs der Kirchhausener Straße mit prächtigen Holztoren sowie die ehemalige Pächterwohnung, die heute nach einer umfassenden Restaurierung wieder als Wohnhaus dient. Der nördlich gelegene Getreidespeicher mit Fachwerkgeschossen und dem markanten hölzernen Dachaufbau wurde 1928 von der Heilbronner Zuckerfabrik errichtet.
Der ehemalige Schlosspark wird heute als öffentliche Grünanlage genutzt, in der jeden Sommer die Bonfelder Kerwe stattfindet. Der Schlosspark war von 2001 bis 2012 zudem Austragungsort des Festivals Folk im Schlosshof und ist seit 2014 Ort der Nachfolgeveranstaltung Blacksheep Festival.